# Certhiaxis mustelinus
Certhiaxis mustelinus е вид птица от семейство Furnariidae.

## Разпространение
Видът е разпространен в Бразилия, Колумбия и Перу.